# Meysembourg
Meysembourg, (en luxembourgeois : Meesebuerg  et en allemand : Meysemburg), est un lieu-dit de la commune luxembourgeoise de Larochette située dans le canton de Mersch.